# Llista de topònims de la Nou de Gaià
Llista de topònims (noms propis de lloc) del municipi de la Nou de Gaià, al Tarragonès
Informació actualitzada per un bot. Els canvis manuals es perdran quan s'actualitzi!

## casa
| imatge | Nom                | Ubicat a       | instància de | Detalls                                  | coordenades                                                                             | Protecció                   | Commons (més fotos) | Dades a WD                    |
| ------ | ------------------ | -------------- | ------------ | ---------------------------------------- | --------------------------------------------------------------------------------------- | --------------------------- | ------------------- | ----------------------------- |
|        | Cal Moixarra       | la Nou de Gaià | casa         |                                          |                                                                                         |                             |                     | Modifica les dades a Wikidata |
|        | can Dalmau de Baix | la Nou de Gaià | casa         | Estil: arquitectura barroca 18th century | 41° 11′ 01″ N, 1° 22′ 26″ E / 41.183541°N,1.37376°E ca:Carrer Major, 2 95 msnm          | bé cultural d'interès local | Can Dalmau de Baix  | Modifica les dades a Wikidata |
|        | can Dalmau de Dalt | la Nou de Gaià | casa         | Estil: arquitectura popular 18th century | 41° 10′ 59″ N, 1° 22′ 27″ E / 41.183107°N,1.374038°E ca:Carrer de Pau Casals, 2 87 msnm | bé cultural d'interès local | Can Dalmau de Dalt  | Modifica les dades a Wikidata |

## masia
| imatge | Nom                  | Ubicat a       | instància de | Detalls | coordenades                                                         | Protecció | Commons (més fotos) | Dades a WD                    |
| ------ | -------------------- | -------------- | ------------ | ------- | ------------------------------------------------------------------- | --------- | ------------------- | ----------------------------- |
|        | Molí de Vent         | la Nou de Gaià | masia        |         | 41° 10′ 52″ N, 1° 22′ 35″ E / 41.1810136371979°N,1.37652461911791°E |           |                     | Modifica les dades a Wikidata |
|        | els Casalots         | la Nou de Gaià | masia        |         | 41° 10′ 58″ N, 1° 23′ 21″ E / 41.1829112362633°N,1.3891397286905°E  |           |                     | Modifica les dades a Wikidata |
|        | la Caseta del Dalmau | la Nou de Gaià | masia        |         | 41° 10′ 48″ N, 1° 22′ 31″ E / 41.179959479824°N,1.37522728967646°E  |           |                     | Modifica les dades a Wikidata |
|        | la Casilla           | la Nou de Gaià | masia        |         | 41° 11′ 30″ N, 1° 23′ 03″ E / 41.1915434866193°N,1.38421798348197°E |           |                     | Modifica les dades a Wikidata |

## serra
| imatge | Nom                  | Ubicat a                                              | instància de | Detalls | coordenades                                                       | Protecció | Commons (més fotos) | Dades a WD                    |
| ------ | -------------------- | ----------------------------------------------------- | ------------ | ------- | ----------------------------------------------------------------- | --------- | ------------------- | ----------------------------- |
|        | muntanya del Mestret | la Nou de Gaià Vespella de Gaià                       | serra        |         | 41° 12′ 01″ N, 1° 23′ 04″ E / 41.2002°N,1.38456°E                 |           |                     | Modifica les dades a Wikidata |
|        | serra de l'Hivern    | la Nou de Gaià la Pobla de Montornès Vespella de Gaià | serra        |         | 41° 12′ 07″ N, 1° 23′ 45″ E / 41.20199167°N,1.395775°E 244.3 msnm |           |                     | Modifica les dades a Wikidata |

## Misc
| imatge | Nom                                                     | Ubicat a       | instància de                                   | Detalls                           | coordenades                                                                        | Protecció                                            | Commons (més fotos)                   | Dades a WD                    |
| ------ | ------------------------------------------------------- | -------------- | ---------------------------------------------- | --------------------------------- | ---------------------------------------------------------------------------------- | ---------------------------------------------------- | ------------------------------------- | ----------------------------- |
|        | Conjunt de torre i pou de la Màquina del Dalmau         | la Nou de Gaià | edifici                                        | Estil: arquitectura popular       | 41° 10′ 44″ N, 1° 22′ 02″ E / 41.17887°N,1.36729°E                                 | bé integrant del patrimoni cultural català           |                                       | Modifica les dades a Wikidata |
|        | casa consistorial de la Nou de Gaià                     | la Nou de Gaià | casa consistorial                              |                                   | 41° 11′ 00″ N, 1° 22′ 24″ E / 41.1832362°N,1.3732102°E                             |                                                      |                                       | Modifica les dades a Wikidata |
|        | castell del Baró de les Quatre Torres                   | la Nou de Gaià | castell                                        | Estil: historicisme arquitectònic | 41° 10′ 59″ N, 1° 22′ 24″ E / 41.183038°N,1.373231°E ca:Carrer del Castell 97 msnm | bé d'interès cultural bé cultural d'interès nacional | Castell del Baró de les Quatre Torres | Modifica les dades a Wikidata |
|        | església parroquial de Santa Magdalena (la Nou de Gaià) | la Nou de Gaià | església                                       | Estil: arquitectura neoclàssica   | 41° 11′ 00″ N, 1° 22′ 25″ E / 41.183333333333°N,1.3736111111111°E                  | bé cultural d'interès local                          | Santa Magdalena de la Nou de Gaià     | Modifica les dades a Wikidata |
|        | la Nou de Gaià                                          | la Nou de Gaià | entitat singular de població capital municipal | 611 hab                           | 41° 10′ 59″ N, 1° 22′ 30″ E / 41.18302971°N,1.37495678°E 83 msnm                   |                                                      |                                       | Modifica les dades a Wikidata |